# Gran Lisboa
Gran Lisboa és una subregió estadística portuguesa, part de la Regió de Lisboa (antiga regió de Lisboa e Val do Tejo) i del Districte de Lisboa. Limita al nord amb la subregión d'Oest; a l'est, amb la Lezíria do Tejo; al sud, amb l'Estuari del Tajo (i a través del qual amb la Península de Setúbal); i al sud-oest, amb l'oceà Atlàntic. Té una àrea de 1.381 km² i una població (cens de 2007) d'1.997.136 habitants.
Comprèn 9 concelhos: 
- Amadora
- Cascais
- Lisboa
- Loures
- Mafra
- Odivelas
- Oeiras
- Sintra
- Vila Franca de Xira